# سیارک ۱۱۳۷۹
سیارک ۱۱۳۷۹ (به انگلیسی: 11379 Flaubert، نامگذاری:1998SY74) یازده هزار و سیصد و هفتاد و نهمین سیارک کشف شده‌است که در ۲۱ سپتامبر ۱۹۹۸ کشف شد.
قدر مطلق سیارک برابر ۱۴٫۰۰ است.